# Tribune Tower
La Tribune Tower és un gratacel de la ciutat de Chicago als Estats Units concebut per Howells & Hood, John Mead Howells i Raymond Hood en estil neogòtic. És situat al 435 Magnificent Mile i protegeix les oficines del diari Chicago Tribune. La ràdio  WGN i les oficines de la CNN a Chicago també es troben a la torre. La construcció es va acabar el 1925. Té una alçada de 141 metres. Amb les escultures de gàrgoles i els arcbotants que recorden el gòtic flamíger, és un dels edificis més emblemàtics de la ciutat de Chicago.

## El concurs
El 1922, el Chicago Tribune va organitzar un concurs d'arquitectura internacional per dissenyar una nova seu. La recompensa era un premi de 50.000 $. El concurs va rebre més 260 participacions i va marcar la història arquitectural dels Estats Units.
La participació més popular, una torre depurada proposada per l'arquitecte finlandès Eliel Saarinen va arribar a segon lloc. La torre de Saarinen va influenciar molt la generació següent de gratacels. El Gulf Building, construït el 1929 a Houston a l'estat deTexas, és una realització de la torre de Saarinen.

## La Torre

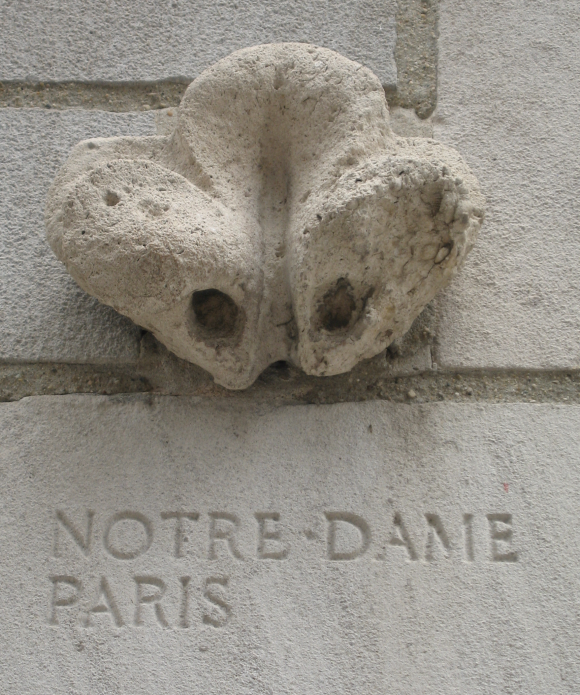
Troç de Notre-Dame de París

El primer premi va ser per una torre neogòtica concebuda pels arquitectes  novaiorquesos Howells & Hood (John Mead Howells i Raymond Hood) implicant arcbotants al cim. Com a la majoria dels projectes d'Hood, les escultures i les decoracions van ser executades per l'americà Rene Paul Chambellan.
L'obra es va acabar el 1925, la torre s'eleva a 141 metres. Els arcbotants del cim són particularment destacables quan la torre és il·luminada de nit.
La torre conté imatges esculpides de Robin Hood i d'un gos udolant (howling dog) en honor dels arquitectes. Abans de la construcció de la Tribune Tower els corresponsals del Chicago Tribune havien portat diverses pedres de diferents indrets històrics importants de tot el món a petició del  Coronel McCormick. Moltes d'aquestes pedres van ser incorporades a la base de la torre acompanyades d'una llegenda que n'indica la procedència. S'hi troben entre d'altres, pedres procedents de la catedral de Nidaros, el Taj Mahal, el Partenó, el palau de Westminster, la  catedral Notre-Dame de París, la Gran Muralla Xinesa, el Kremlin i la Casa Blanca, la tomba d'Abraham Lincoln, el Mur de Berlín. En total, hi ha 136 fragments a la torre. Més recentment un tros de la Lluna ha estat exposat a una de les finestres de la botiga de souvenirs (no ha pogut ser afegit a l'edifici, ja que la NASA és propietària de totes les roques de Lluna), i una peça metàl·lica provenint del World Trade Center hi va ser afegida.
L'11 d'abril de 2006, el museu McCormick Tribune Freedom Museum ha obert les seves portes a dos pisos de l'edifici.
Rene Paul Chambellan ha esculpit les ornamentacions, les gàrgoles així com el famós Aesops' Screen sobre l'entrada principal. Una de les gàrgoles representa una granota, referència a les arrels franceses de Chambellan.